# Wolle Kirk
Wolle Kirk (1937 i Hanstholm – 8. april 2009) var en dansk kvægfarmer, tobaksfarmer, mejerist og foderstofproducent i Zimbabwe, samt foredragsholder i Danmark.
I 1973 rejste han med sin kone Birte og deres fem børn til Zimbabwe (daværende Rhodesia) og købte der et landbrug. I 2002 blev han overfaldet af røvere i Zimbabwe hvorved han mistede det ene øje. Wolle Kirk trak sig derefter tilbage og levede ved Limfjorden i Danmark. En af Wolle Kirks største bedrifter var indførelsen af malkekoen The Red Dane til Afrika. Til trods for navnet har den intet at gøre med rød dansk malkerace, men er en blanding af lokale kvægracer, samt en svensk, en canadisk og en australsk kvægrace. Den giver ca. fem gange så meget mælk som de normale afrikanske køer og er i dag den mest populære malkeko i Centralafrika.
Wolle Kirk døde i en trafikulykke mellem Thisted og Østerild den 8. april 2009.